# Daca
Daca, antes Dacca (en bengalí: ঢাকা Dhaka, AFI: [ɖʱaka]), es la capital de Bangladés y de la división de Daca, situada a orillas del río Buriganga. Daca y su área metropolitana tienen una población de 28 399 000 de habitantes, lo que la hace la ciudad más grande de Bangladés, la segunda mayor ciudad bengalí, por detrás de Calcuta, la capital del estado indio de Bengala Occidental, y una de las ciudades más pobladas del mundo.
Bajo el reinado mogol, la ciudad fue conocida como Jahangir Nagar. La ciudad moderna, fue desarrollada, en gran parte, por las autoridades británicas y pronto llegó a ser la segunda ciudad más grande de Bengala, luego de Calcuta. Con la independencia de la India, Daca pasó a ser la capital administrativa del Pakistán Oriental, antes de convertirse en capital de Bangladés al independizarse en 1972. Durante este período Daca fue testigo de extensa confusión política, incluyendo muchos períodos de ley marcial, de la declaración de la independencia de Bangladés y de la supresión militar y la devastación causada por guerras y calamidades naturales.
La Daca moderna es el centro de la vida política, cultural y económica en Bangladés, y disfruta de la tasa de alfabetización más alta de Bangladés y una economía diversa. Además, la infraestructura urbana es la más desarrollada en el país. Pero Daca también se enfrenta a grandes problemas como la contaminación, los grandes atascos, la escasez de suministro, la pobreza y la delincuencia. En las últimas décadas Daca ha vivido una modernización de los transportes, comunicaciones y trabajos públicos de la ciudad. La capital de Bangladés también atrae a numerosos turistas y a grandes empresas.

## Historia

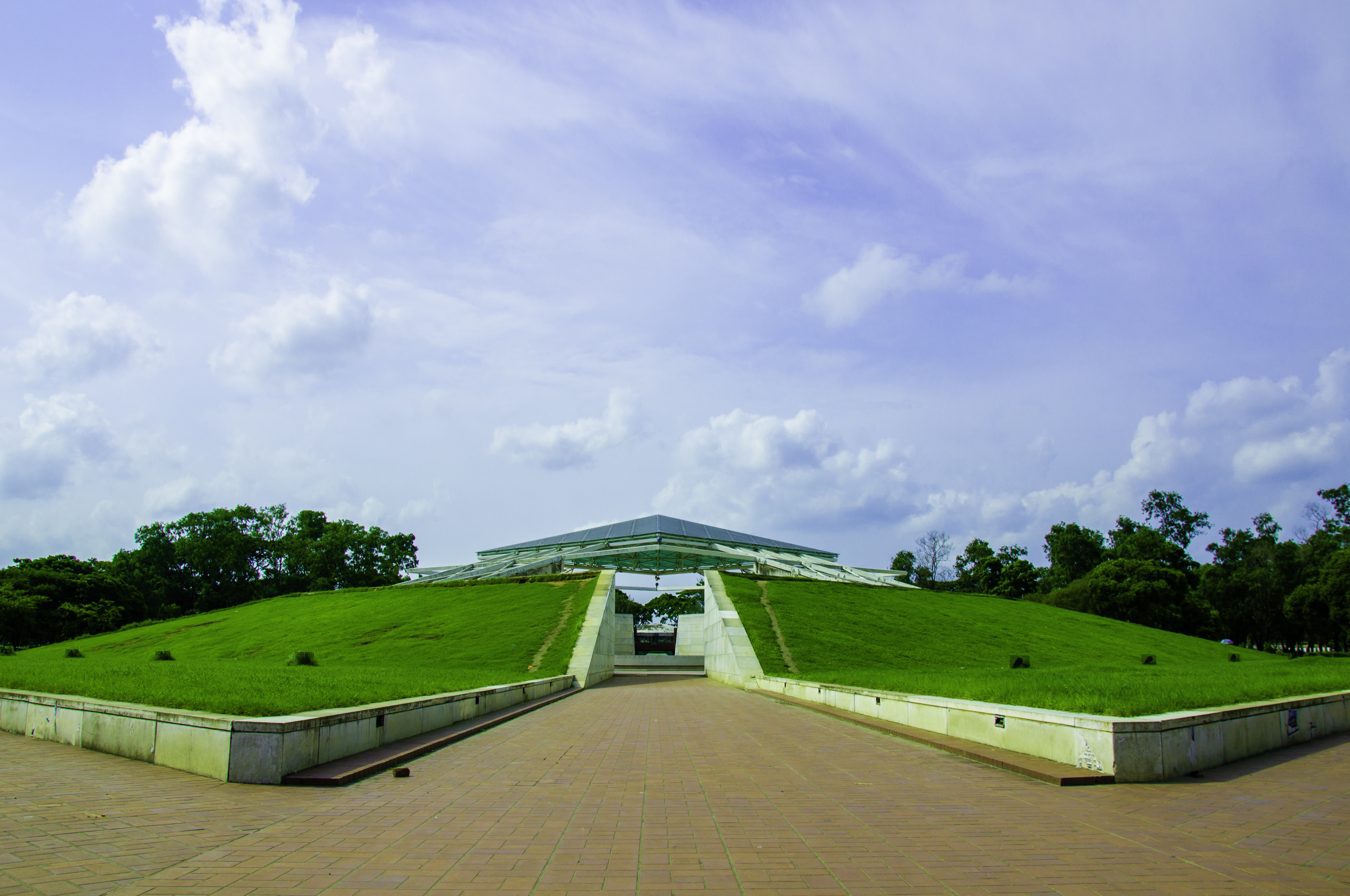
Mausoleo de Ziaur Rahman, Chaandrima Uddan.

La existencia de establecimientos urbanos en el área de Daca data del siglo VII. El área de la ciudad fue gobernada por el reino budista de Kamarupa y el Imperio Pala antes de la llegada al poder de la dinastía Sena en el siglo IX.
Muchos creen que el nombre de la ciudad se originó en el siglo XII, cuando Ballal Sena estableció el templo de la diosa Dhakeshwari. Daca y sus alrededores fueron identificados como Bengalla alrededor de aquel período. La ciudad de aquella época albergaba varios mercados o bazares como el bazar Lakshmī, el bazar Shankhari, el bazar Tanti, Patuatuli, Kumartuli, Bania Nagar y el arco de Nagar. Después de la dinastía Sena, Daca fue regida por gobernadores túrquicos y afganos, que descendían del sultanato de Delhi, antes de la llegada de los mogoles en 1608.
El desarrollo del municipio y un crecimiento significativo en la población fueron algunas de las causas por las que la ciudad fue proclamada la capital de Bengala, por orden del reino mogol, en 1608. El mogol Islam Khan fue el primer administrador de la ciudad. Khan llamó a la ciudad "Jahangir Nagar" (‘ciudad de Yajanguir’), en honor al emperador mogol Jahangir; aunque este nombre fue dado poco después de la muerte de Jahangir.

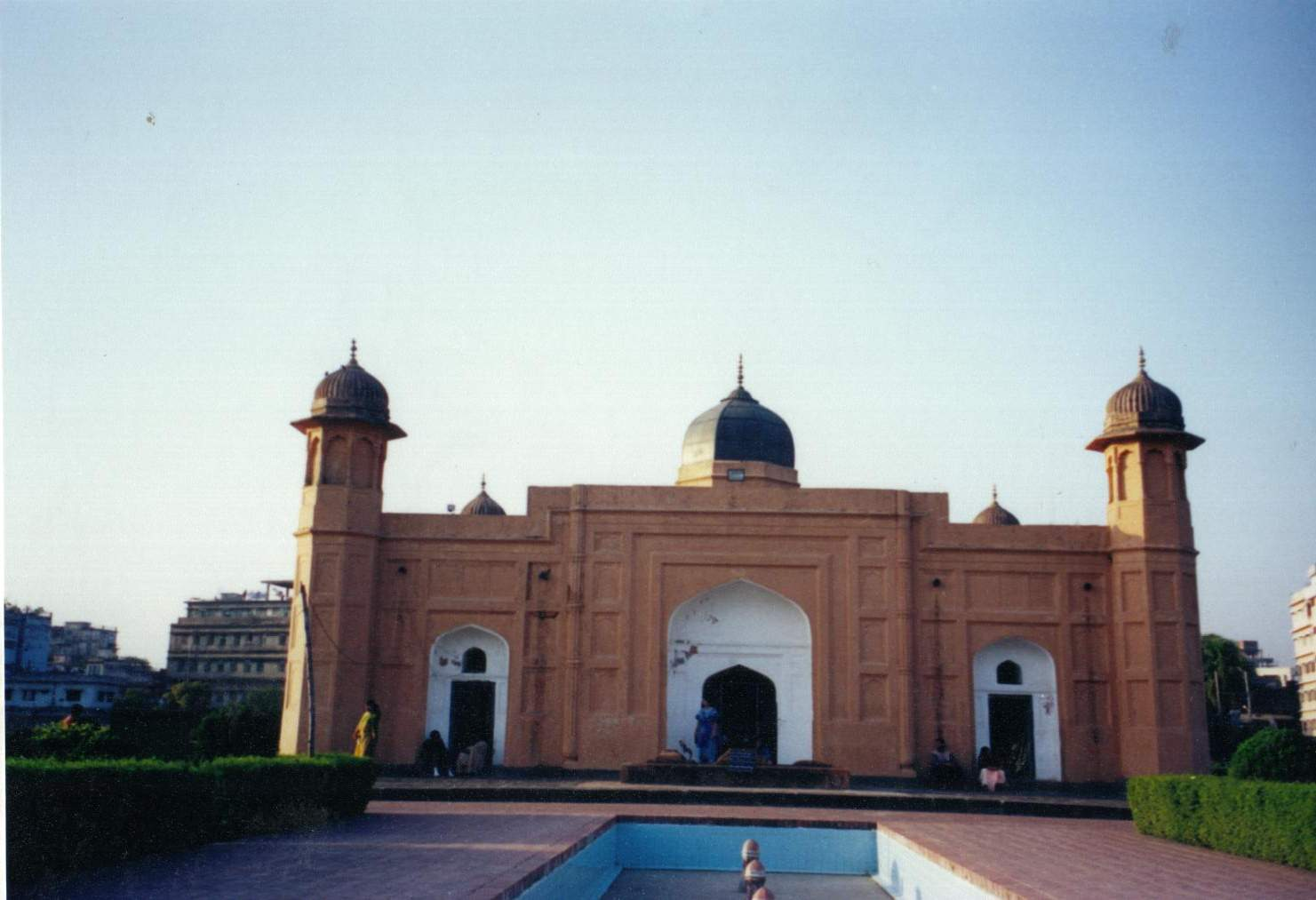
La fortaleza de Lalbagh, construida bajo el dominio de Shaista Khan.

La mayor expansión de la ciudad bajo dominio mongol tuvo lugar bajo el mando del general Shaista Khan. La Daca de entonces tenía unas dimensiones de 19 por 13 kilómetros, con una población de casi un millón de habitantes.
En 1765, tras la batalla de Plassey, la ciudad pasó a estar bajo control de la Compañía Británica de las Indias Orientales. La población de la ciudad disminuyó drásticamente durante este período, al mismo tiempo que la de Calcuta aumentó sustancialmente, pero la urbanización y la modernización de Daca siguieron su curso. Un moderno sistema de abastecimiento cívico de agua fue presentado en 1874 y el suministro de electricidad fue lanzado en 1878.
El Acantonamiento Daca fue establecido cerca de la ciudad, sirviendo como una base para soldados británicos e indios.
Tras la división de Bengala en 1905, Daca se declaró capital del recién creado estado de Bengala Oriental y Assam; aunque Bengala fue restituida en 1912. Tras la partición de la India en 1947, Daca fue nombrada capital de Bengala Oriental, que era parte del nuevo estado musulmán de Pakistán. En esa época, la ciudad presenció una serie de actos terroristas que dejaron miles de personas muertas. La gran mayoría de la población hindú de la ciudad, se marchó a la India, mientras que la ciudad recibió cientos de miles de inmigrantes musulmanes. La población de la ciudad se catapultó en muy poco tiempo, creando escaseces severas y problemas infraestructurales. Como centro de la política regional, Daca vivió un gran número de huelgas políticas e incidentes de violencia.
La adopción del urdu como la única lengua oficial de Pakistán, condujo a la realización de marchas a las que acudió una gran muchedumbre. Este movimiento fue conocido como el movimiento de la Lengua de 1952. En una de estas marchas se produjo un tiroteo, por parte de la policía, contra unos estudiantes que se manifestaban pacíficamente.
A lo largo de los años 1950 y los años 1960, se dejó en Daca un semillero de actividad política y demandas de autonomía por parte de la población bengalí.
El ciclón Bhola devastó en 1970 la mayor parte de la región. Más de la mitad de la ciudad de Daca resultó inundada, y murieron medio millón de personas y otro millón desaparecieron. Además, tras la catástrofe se produjo una epidemia de cólera que produjo varias decenas de miles de muertos más. Con el cólera, creció el número de personas que estaban contra la discriminación étnica, y aumentaron los esfuerzos por parte del gobierno central para aliviar los daños causados.
El jeque político bengalí Mujibur Rahman, sostuvo una reunión nacionalista el 7 de marzo de 1971 en el Race Course Ground.
El 26 de marzo de 1971 aproximadamente un millón de personas asistieron a la reunión en la que la administración proclamó la independencia de Bangladés. En respuesta, el ejército pakistaní realizó la Operación Reflector, que condujo a las detenciones, tortura y posterior matanza de cientos de miles de personas, principalmente hindúes e intelectuales bengalíes. La caída de la ciudad en manos del ejército indio el 16 de diciembre del mismo año, marcó la creación del estado independiente de Bangladés.
En el período posterior a la independencia hubo un crecimiento rápido de la población de la ciudad, atrayendo a los trabajadores de las áreas rurales de Bangladés. Un auge inmobiliario ha sido el causante de la extensión de los límites de ciudad y del desarrollo de nuevos barrios como los de Gulshan, Banani y Motijheel.
Dhaka es una de las megaciudades de más rápido crecimiento en el mundo. Se prevé que sea una de las metrópolis más grandes del mundo para 2025, junto con Tokio, Ciudad 
de México, Shanghái, Pekín y Ciudad de Nueva York. Pese a ello, Dhaka sigue siendo una de las megaciudades más pobres. La mayoría de su población son migrantes rurales, incluidos refugiados climáticos. Los trabajadores a menudo se alojan en barrios marginales. La congestión es una de las características más destacadas de la Dhaka moderna. En 2014, se informó que solo el 7 % de la ciudad estaba cubierto por carreteras. La inauguración de la primera fase del Metro de Daca está prevista para diciembre de 2022, coincidiendo con el día de la victoria de Bangladés.

## Geografía y clima

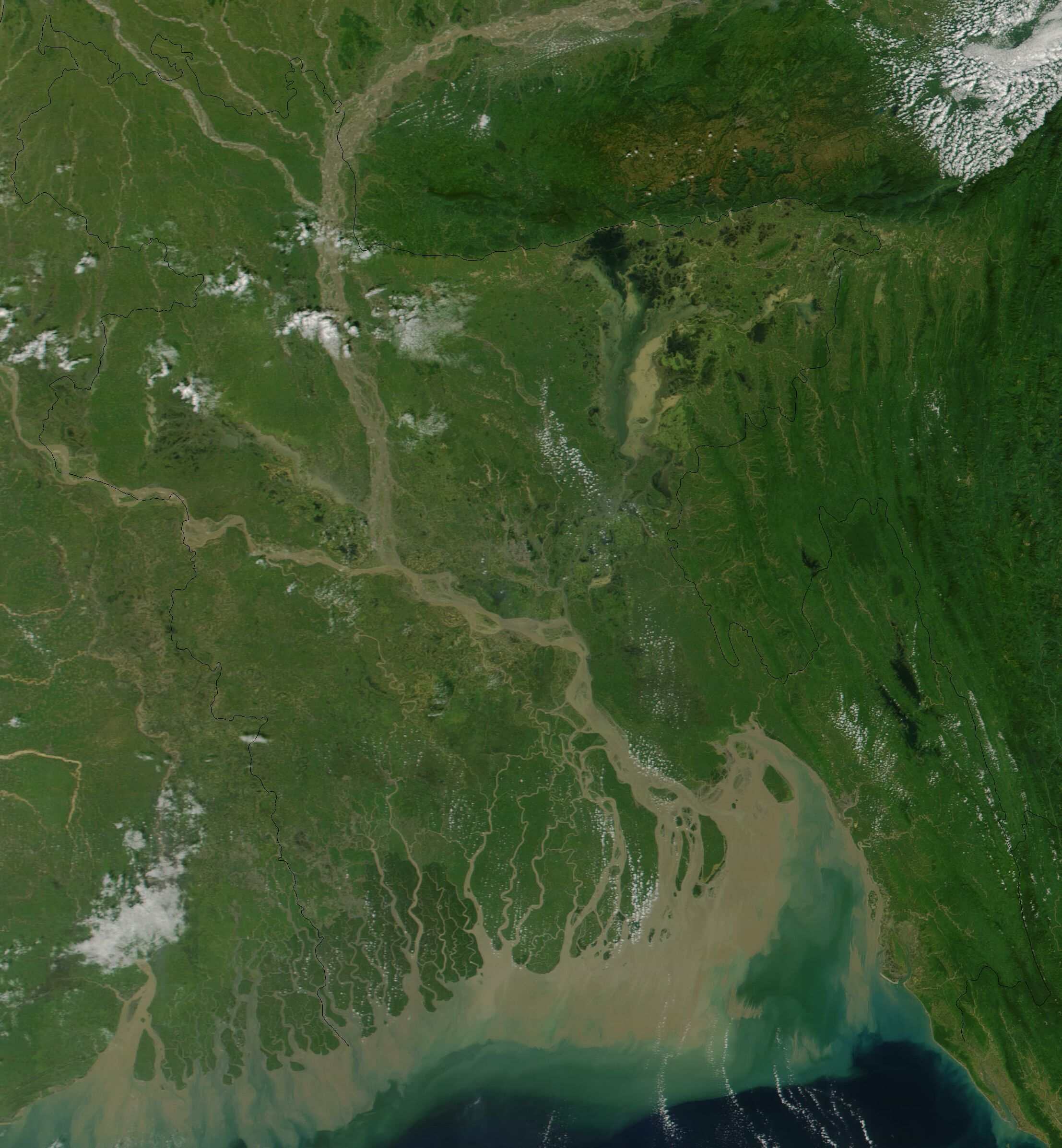
Imagen de Bangladés captada por un satélite de la NASA.

Daca es una ciudad situada en el centro de Bangladés. Esta ciudad tiene unas coordenadas de 23°42′0″N 90°22′30″E / 23.70000, 90.37500 y se encuentra localizada en la orilla este del río Buri Ganga. La ciudad está emplazada cerca del delta del Ganges y cubre un área total de 815,85 km². La ciudad tiene ocho thanas principales: Dhanmondi, Kotwali, Motijheel, Paltan, Ramna, Mohammadpur, Sutrapur y Tejgaon; y 14 thanas menores - Gulshan, Lalbagh, Mirpur, Pallabi, Sabujbagh, Acantonamiento de Daca, Demra, Hazaribagh, Shyampur, Badda, Kafrul, Kamrangir char, Khilgaon y Uttara. En total la ciudad tiene 130 shalas y 725 mohallas.

El distrito de Daca tiene una superficie de 1463,60 km² y limita con los distritos de Gazipur, Tangail, Munshiganj, Rajbari, Narayanganj y Manikganj. Esta zona asiática está caracterizada por una vegetación tropical y un suelo húmedo, que se encuentra al nivel del mar. Esto hace que Daca sea susceptible a inundaciones, durante las épocas de monzones, así como a fuertes lluvias y ciclones.

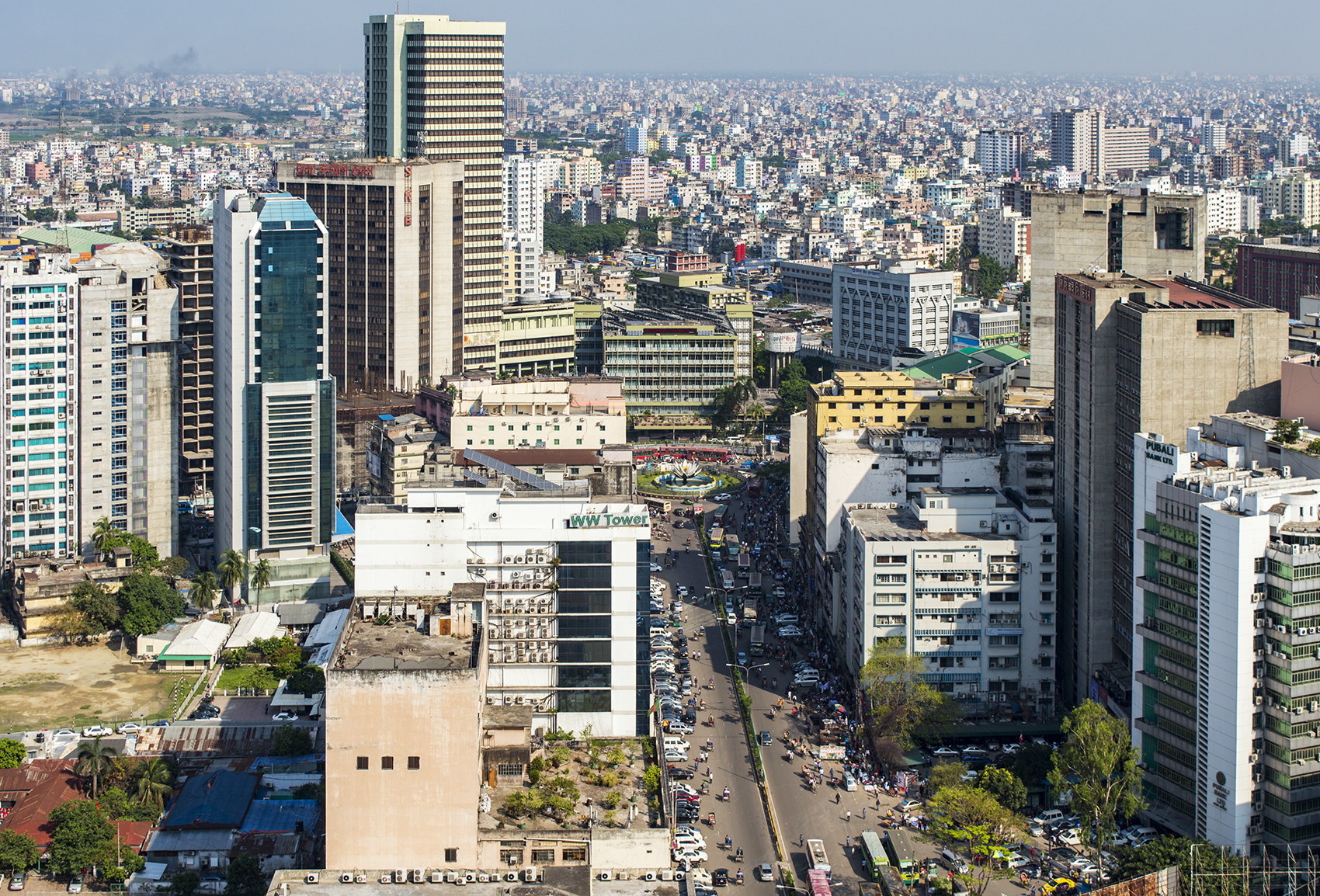
Daca

Daca experimenta un clima caluroso, lluvioso y húmedo. La ciudad se encuentra dentro de la zona climática de los monzones. Daca tiene una temperatura media de 25 °C, que varía de 18 °C en enero a 29 °C en agosto. Cerca del 80 % de las lluvias, con un promedio de 1854 mm, se producen entre mayo y septiembre. El medio ambiente de Daca se encuentra seriamente amenazado por la polución causada por la rápida expansión de la ciudad, por la congestión y por las actividades industriales. La contaminación del aire y el agua va en aumento a causa de los frecuentes atascos y de los desechos industriales, y este es un problema que afecta a la salud pública y a la calidad de vida en la ciudad. Los acuíferos y los humedales de los alrededores de Daca se enfrentan a una extinción debida a diversas causas. La polución y la erosión de los hábitats naturales amenazan con destruir la biodiversidad de la región.
| Parámetros climáticos promedio de Daca                                                                 | Parámetros climáticos promedio de Daca | Parámetros climáticos promedio de Daca | Parámetros climáticos promedio de Daca | Parámetros climáticos promedio de Daca | Parámetros climáticos promedio de Daca | Parámetros climáticos promedio de Daca | Parámetros climáticos promedio de Daca | Parámetros climáticos promedio de Daca | Parámetros climáticos promedio de Daca | Parámetros climáticos promedio de Daca | Parámetros climáticos promedio de Daca | Parámetros climáticos promedio de Daca | Parámetros climáticos promedio de Daca |
| Mes | Ene.                                   | Feb.                                   | Mar.                                   | Abr.                                   | May.                                   | Jun.                                   | Jul.                                   | Ago.                                   | Sep.                                   | Oct.                                   | Nov.                                   | Dic.                                   | Anual                                  |
| --- | -------------------------------------- | -------------------------------------- | -------------------------------------- | -------------------------------------- | -------------------------------------- | -------------------------------------- | -------------------------------------- | -------------------------------------- | -------------------------------------- | -------------------------------------- | -------------------------------------- | -------------------------------------- | -------------------------------------- |
| Temp. máx. abs. (°C)                                                                                   | 32.0                                   | 34.4                                   | 40.9                                   | 42.2                                   | 41.8                                   | 40.4                                   | 39.3                                   | 38.5                                   | 37.8                                   | 36.2                                   | 34.7                                   | 31.2                                   | 42.2                                   |
| Temp. máx. media (°C)                                                                                  | 25.4                                   | 28.1                                   | 32.5                                   | 33.7                                   | 32.9                                   | 32.1                                   | 31.4                                   | 31.6                                   | 31.6                                   | 31.6                                   | 29.6                                   | 26.4                                   | 30.6                                   |
| Temp. media (°C)                                                                                       | 19.1                                   | 21.8                                   | 26.5                                   | 28.7                                   | 28.7                                   | 29.1                                   | 28.8                                   | 29.0                                   | 28.8                                   | 27.7                                   | 24.4                                   | 20.3                                   | 26.1                                   |
| Temp. mín. media (°C)                                                                                  | 12.7                                   | 15.5                                   | 20.4                                   | 23.6                                   | 24.5                                   | 26.1                                   | 26.2                                   | 26.3                                   | 25.9                                   | 23.8                                   | 19.2                                   | 14.1                                   | 21.5                                   |
| Temp. mín. abs. (°C)                                                                                   | 6.1                                    | 6.7                                    | 10.6                                   | 16.7                                   | 14.4                                   | 19.4                                   | 21.1                                   | 21.7                                   | 21.1                                   | 17.2                                   | 11.1                                   | 7.2                                    | 6.1                                    |
| Precipitación total (mm)                                                                               | 7.7                                    | 28.9                                   | 65.8                                   | 156.3                                  | 339.4                                  | 340.4                                  | 373.1                                  | 316.5                                  | 300.4                                  | 172.3                                  | 34.4                                   | 12.8                                   | 2148.0                                 |
| Días de precipitaciones (≥ 0.1 mm)                                                                     | 1                                      | 1                                      | 3                                      | 6                                      | 11                                     | 16                                     | 12                                     | 16                                     | 12                                     | 7                                      | 1                                      | 0                                      | 86                                     |
| Horas de sol                                                                                           | 279                                    | 226                                    | 217                                    | 180                                    | 155                                    | 90                                     | 62                                     | 62                                     | 90                                     | 186                                    | 240                                    | 279                                    | 2066                                   |
| Humedad relativa (%)                                                                                   | 46                                     | 37                                     | 38                                     | 42                                     | 59                                     | 72                                     | 72                                     | 74                                     | 71                                     | 65                                     | 53                                     | 50                                     | 57                                     |
| Fuente n.º 1: Weatherbase (normals, 30 yr period)                                                      |                                        |                                        |                                        |                                        |                                        |                                        |                                        |                                        |                                        |                                        |                                        |                                        |                                        |
| Fuente n.º 2: Sistema de Clasificación Bioclimática Mundial (extremes), BBC Weather (humidity and sun) |                                        |                                        |                                        |                                        |                                        |                                        |                                        |                                        |                                        |                                        |                                        |                                        |                                        |

## Subdivisiones en Daca
Daca tiene siete principales Thanas y catorce Thanas Auxiliares bajo su jurisdicción.
| Thana          | Superficie (en km²) | Población (Censo 1991) | Densidad (hab/km²) |
| Badda          | 16,78               | 157 924                | 9411               |
| Cantonment     | 29,9                | 190 472                | 6362               |
| Demra          | 47,3                | 521 160                | 11 007             |
| Dhanmondi      | 9,74                | 201 529                | 20 691             |
| Gulshan        | 53.59               | 281 337                | 5250               |
| Hazaribagh     | 3,58                | 52 338                 | 35 247             |
| Kafrul         | 17,8                | 164 396                | 9236               |
| Kamrangir Char | 2,67                | 25 827                 | 8999               |
| Khilgaon       | 14,0                | 59 248                 | 9861               |
| Kotwali        | 2,07                | 210 504                | 101 693            |
| Lalbagh        | 9,14                | 401 387                | 43 915             |
| Mirpur         | 58,66               | 641 630                | 10 938             |
| Mohammadpur    | 11,65               | 316 203                | 27 142             |
| Motijheel      | 4,69                | 223 676                | 47 692             |
| Pallabi        | 17,0                | 364 000                | 21 412             |
| Ramna          | 7,85                | 195 167                | 24 862             |
| Sabujbagh      | 18,2                | 354 989                | 19 526             |
| Shyampur       | 2,32                | 60 152                 | 25 927             |
| Sutrapur       | 4,38                | 307 483                | 70 202             |
| Tejgaon        | 8,75                | 220 012                | 25 144             |
| Uttara         | 36,91               | 108 077                | 2928               |
| Daca           | 815.85              | 5 057 371              | 6918               |

## Administración cívica

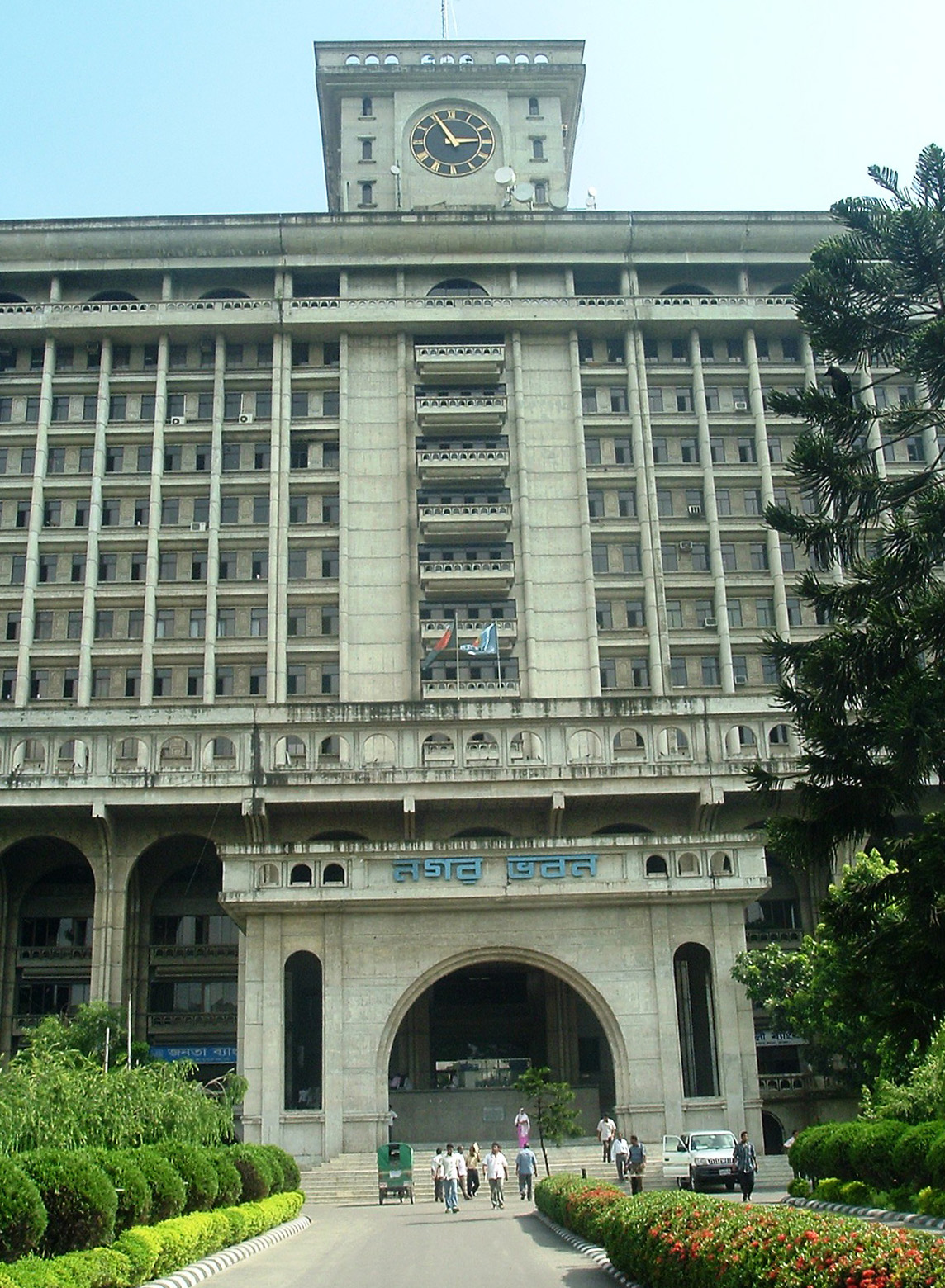
Edificio del ayuntamiento de Daca.

El municipio de Daca fue fundado el 1 de agosto de 1864 al estatus de corporación en 1978. La Corporación de Daca es un ayuntamiento autónomo que se encarga de llevar los asuntos de la ciudad. El área comprendida está dividida en varios distritos electorales, que tienen sus respectivos comisarios electorales. El alcalde es elegido por el voto popular cada cinco años, el puesto es ocupado actualmente por Sadeque Hossain Khoka. La Junta de Educación de Daca es responsable de la administración de los colegios públicos y de la mayor parte de los colegios privados, con la excepción de los colegios bilingües ingleses y de las madrazas. Todas las madrasas de Bangladés son gobernadas por una junta central, mientras que los colegios bilingües ingleses están separados de las estructuras educacionales y gubernativas.
Daca padece una alta tasa de criminalidad, y frecuentemente ocurren incidentes violentos, por causas religiosas y políticas. La existencia de una policía escasa de personal y mal equipada ha hecho que el gobierno, de vez en cuando, despliegue el ejército de Bangladés y fuerzas paramilitares para intentar contener el crimen. Aparte de Chittagong, Daca es la única ciudad de Bangladés que cuenta con un sistema de cloacas, pero este sólo sirve al 25 % de la población: el 30 % se sirve de fosas sépticas, y el 45 % restante no tiene ni uno ni otro. Una tercera parte de las casas de Daca no están conectadas al sistema de suministro de agua de la ciudad. Cada año en la ciudad de Daca se producen casi 10 millones de toneladas de basuras sólidas. Por el contrario, los esfuerzos privados y gubernamentales han tenido éxito en la basura colectiva, que es usada como estiércol; la mayoría de las basuras sólidas que se desechan y que no están tratadas, a menudo, van a parar a los suburbios y a los cuerpos de agua. Daca tiene una de las tasas más altas de mortalidad a causa de enfermedades infecciosas entre las ciudades asiáticas.

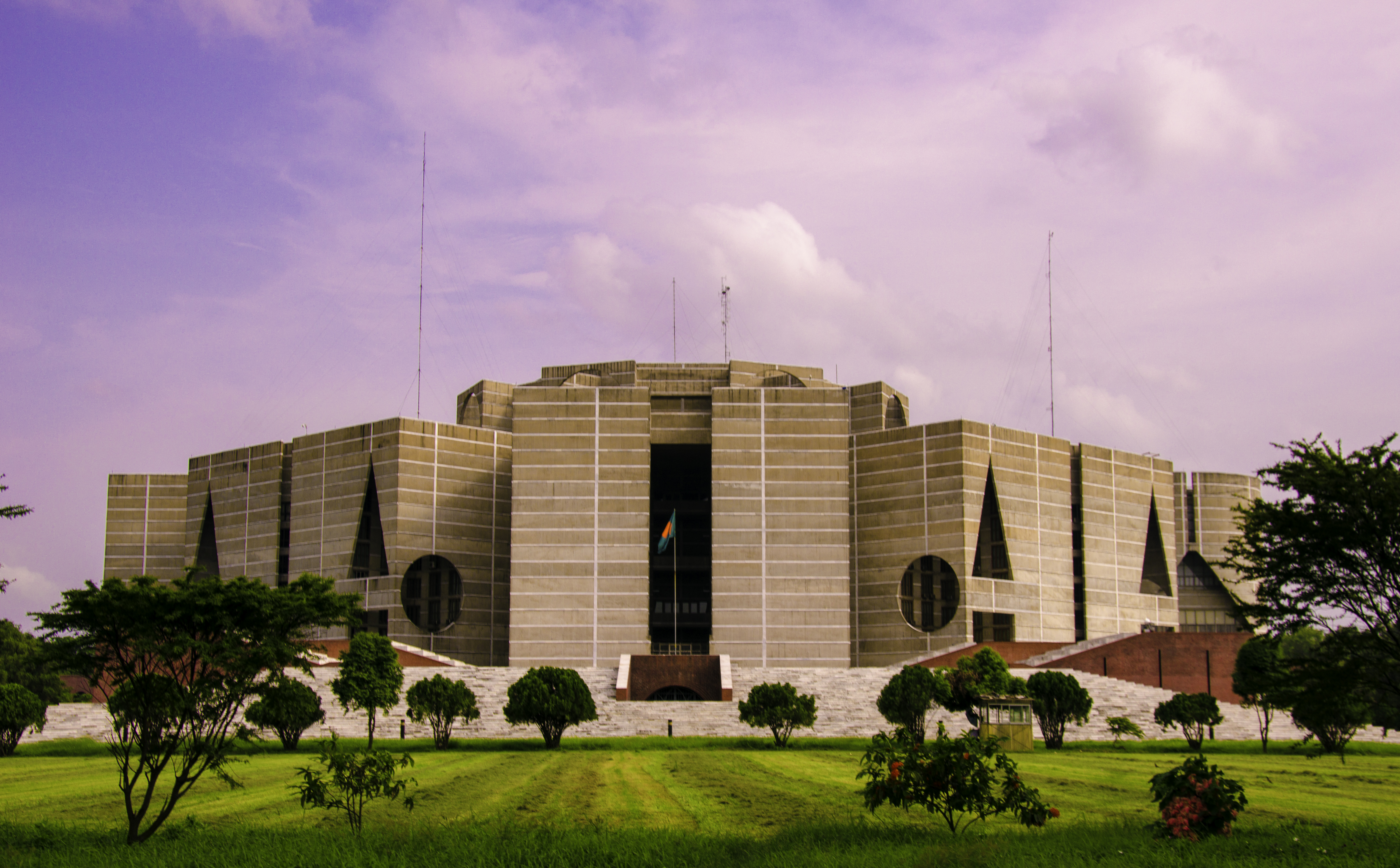
Jatiyo Sangshad Bhaban, sede del parlamento nacional.

La ciudad está dividida en 10 distritos electorales parlamentarios. Los dos partidos políticos principales son la Liga de Awami y el Partido Nacionalista Bangladesí. El distrito de Ramna contiene la secretaría que aloja la mayoría de los ministerios gubernamentales. La Corte Suprema de Bangladés y la Alta Corte de Daca se localizan en la ciudad. El palacio de Bangabhaban ha servido como residencia oficial del virrey de la India, del gobernador de Pakistán Oriental y del actual presidente de Bangladés. El Jatiyo Sangshad Bhaban, diseñado por el renombrado arquitecto Louis Kahn, es la casa del parlamento nacional. El Baitul Mukarram, desarrollado con un plano parecido al de la Kaaba de La Meca, es la mezquita nacional. Otros monumentos históricos de la ciudad son el palacio Bara Katra, el fuerte Lal Bagh, el Hoseni Dalan y el Ahsan Manzil.

## Economía

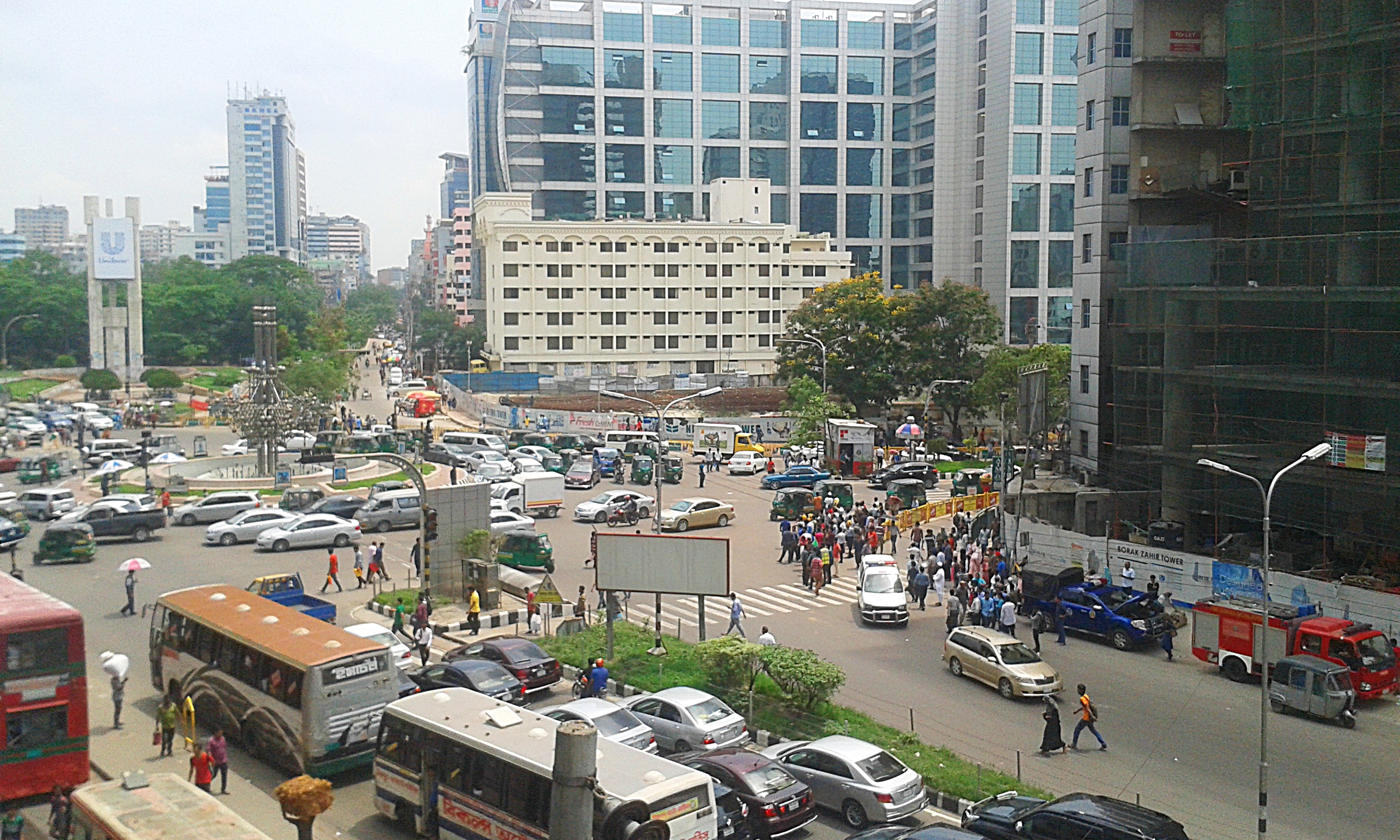
Imagen del Daca comercial.

Daca es el centro comercial de Bangladés. El poder adquisitivo de Daca es grande y la población de clase media es significativamente más alta que en el resto del país, por otra parte, también aumenta el mercado para el consumidor moderno y el género de bienes de lujo.
La mayoría de los trabajadores calificados de Bangladés están empleados en los negocios e industrias localizadas en el área metropolitana de Daca. Históricamente la ciudad ha atraído a un gran número de trabajadores migratorios.